# 葛摩國家圖書館
葛摩國家圖書館（法語：Bibliothèque Nationale du Centre National de Documentation et de Recherche Scientifique）為葛摩的國家圖書館，位於首都莫羅尼，成立於1979年，由國家文獻和科學研究中心擁有，該中心還附屬於其他機構，其中最重要的是國家檔案館和國家博物館。